# Estación del Norte (Madrid)
La estación del Norte, también conocida históricamente como Madrid-Príncipe Pío, fue una estación de ferrocarril situada en el municipio español de Madrid, que estuvo operativa entre 1882 y 1993. Durante ese período constituyó uno de los principales complejos ferroviarios de la capital.  
En un principio la Compañía de los Caminos de Hierro del Norte de España construyó en 1861 unas instalaciones provisionales cerca de la montaña de Príncipe Pío debido a la inauguración del ferrocarril que iba desde Madrid a Irún. No pasó mucho tiempo hasta que se vio que dichas instalaciones eran insuficientes ante el importante tráfico que soportaban. La estación definitiva fue inaugurada en 1882, convirtiéndose en una de las más destacadas de la red de «Norte», en contraposición con la estación de Madrid-Atocha. Durante la Guerra Civil la cercanía del frente bélico la dejó aislada en Madrid, recibiendo numerosos impactos de artillería, por lo que fue reconstruida tras la contienda. Además, en 1941 pasó a integrarse en la red RENFE. 
Durante cerca de un siglo el complejo de Príncipe Pío fue la terminal de buena parte de las conexiones de la capital con el norte de España. La inauguración en 1967 de la estación de Chamartín marcó el inicio del declive de la histórica estación del Norte, pues con el paso de los años el nuevo recinto ferroviario acabaría absorbiendo buena parte de su tráfico. En 1993 fue finalmente clausurada y rehabilitada como un intercambiador ferroviario y un centro comercial. 

## Historia

### 1859-1941. Bajo la compañía del «Norte»
Tras muchas vicisitudes y proyectos previos, la Ley de Ferrocarriles de 1855 permitió la entrada de capital extranjero. Así entre estas primerísimas sociedades de crédito que se formaron auspiciadas por la ley que las permitía de 1856 se encontraba la de los hermanos Péreire, quienes conseguirían la concesión de la línea del norte Madrid-Irún. Con tal fin en 1858 crearía a partir de esta sociedad la Compañía de los Caminos de Hierro del Norte de España. La nueva línea pretendía proporcionar carbón del norte para el incipiente desarrollo industrial de la capital, así como otros alimentos frescos. La línea Imperial, como también se le conoce, uniría Madrid con Irún pasando por Ávila, Medina del Campo, Valladolid, Burgos, Miranda de Ebro, Vitoria y San Sebastián; y con los años se convertiría en la espina dorsal de las comunicaciones férreas del norte de España.

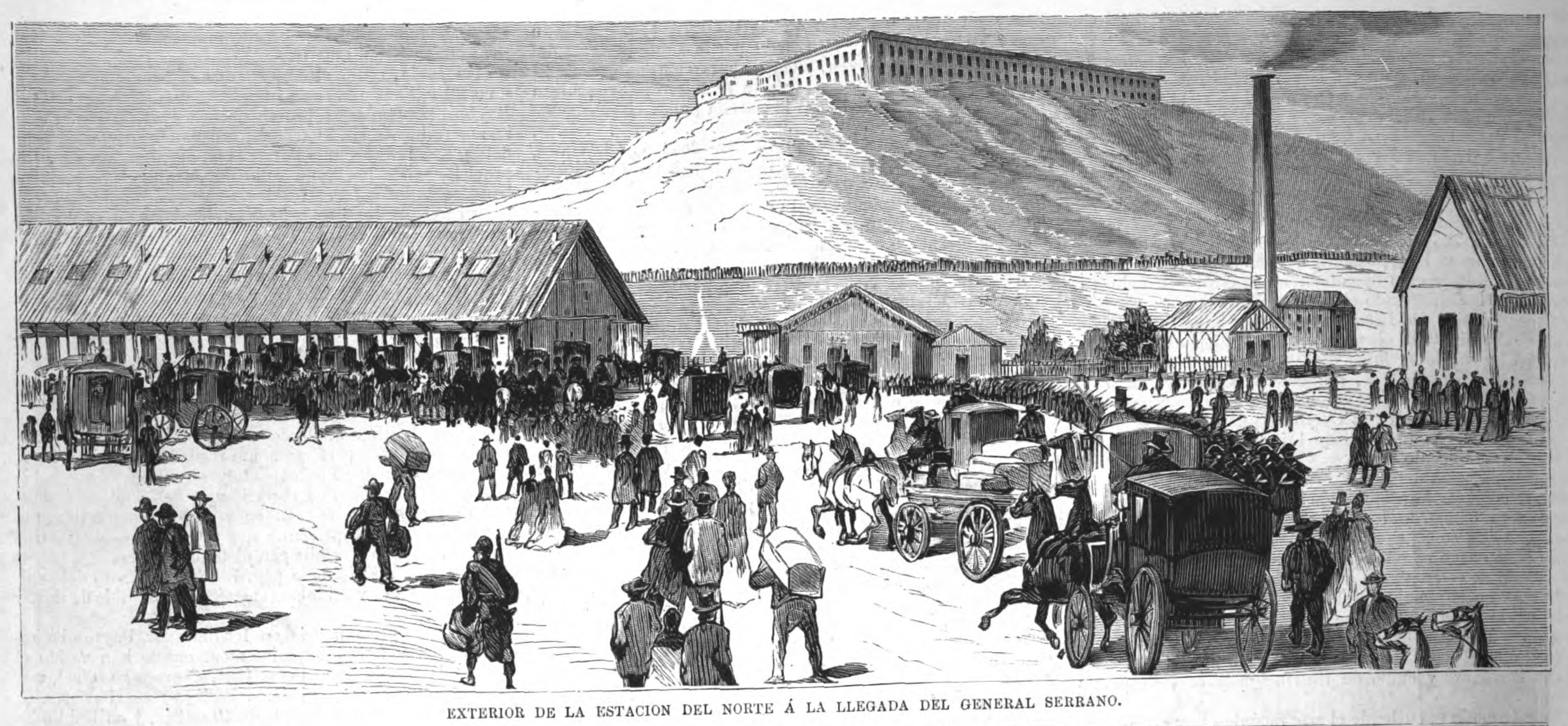
Vista de la primitiva estación del Norte en 1874 antes de su reforma, con la montaña del Príncipe Pío en segundo plano.

En el diseño del trazado fue muy polémica la entrada a Madrid: la necesidad de descender hasta el valle del río Manzanares ya obligó a trazar una gran curva en las inmediaciones de Aravaca y Pozuelo de Alarcón (poblaciones al oeste de Madrid), y la imposibilidad de poder remontar el fuerte desnivel con el que la ciudad se asoma al río obligó a recurrir a una estrecha franja de terreno para la construcción de la estación. El terreno elegido se encontraba a los pies de la montaña del Príncipe Pío (actual parque de la Montaña, englobado en el parque del Oeste, y en cuya cumbre se encuentra el templo de Debod) de donde toma su nombre moderno. Lo angosto de la localización provocó críticas ante la imposibilidad de ampliar la estación en caso de necesidad.
La construcción de la línea comenzaría en 1856, mientras que la de la estación no empezaría hasta 1859. El proyecto corrió a cargo de ingenieros franceses, de quienes toma su nombre el puente que salva el río. Así el primitivo embarcadero abrió sus puertas en junio de 1861, aunque con una línea que sólo llegaba hasta El Escorial. El complicado panorama político de la España del siglo XIX retrasaría la apertura de la totalidad de la línea entre Madrid e Irún hasta 1876, lo cual repercutió directamente en la estación, que mantendría mucho tiempo esas instalaciones provisionales. En años sucesivos el tráfico aumentó enormemente poniéndose de manifiesto la escasez de espacio del lugar. En 1866 se había construido un ferrocarril de contorno que rodeaba la ciudad por el sur y permitía la unión entre las redes del norte y del sur, así como la conexión entre las distintas terminales de la época (Mediodía o Atocha, de Ciudad Real o Delicias y la del Norte), y sería en su trazado donde se construiría una nueva estación de mercancías –la de Imperial– para descargar a la del Norte, que carecía de espacio e instalaciones para cumplir tal función.
Por otro lado, la apertura de toda la línea posibilitó y obligó a la compañía la construcción de una estación definitiva, cuyo proyecto sería encargado a los ingenieros franceses Biarez, Grasset y Ouliac. El proyecto fue aprobado en 1876 y dividía la estación en tres zonas: dos edificios de viajeros en forma de "L" que independizaban los tránsitos de salidas y llegadas, una gran marquesina entre ambos que cubría cinco vías, y una zona destinada a mercancías en la zona más pegada a la montaña. Las instalaciones auxiliares, ante la falta de espacio, se dispusieron junto a la línea entre la estación y el puente de los Franceses. 

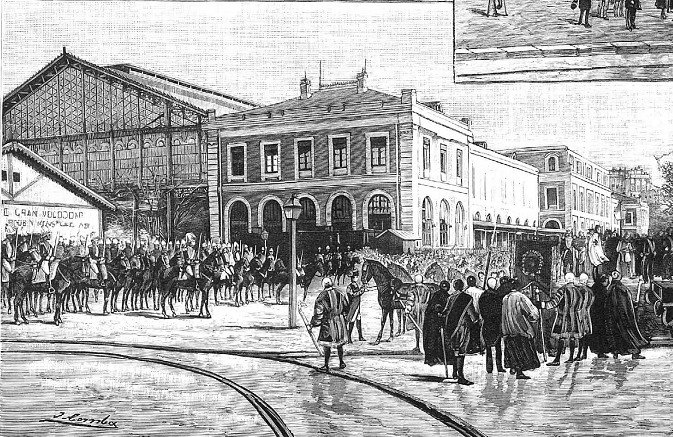
Vista de la estación en un grabado de 1885 aparecido en La Ilustración Española y Americana.

El proyecto de la estación del Norte de Madrid marcaría un modelo que seguirían otras instalaciones ferroviarias construidas por la compañía Norte durante estos años, como fue el caso de las estaciones de San Sebastián, Valladolid, Medina del Campo o Burgos.
El 16 de julio de 1882 se inauguró la parte destinada a viajeros, pero solo uno de los dos edificios previstos, paralelo a los andenes, quedando el frontal abierto simplemente con unos jardines que salvaban el desnivel con la Cuesta de San Vicente. Este primer edificio es el que hoy en día se puede ver en el paseo de la Florida. No fue hasta la década de 1920 cuando se construyó el segundo edificio de viajeros, siendo completado en 1928. Se situaba, como preveía el proyecto, cerrando los andenes por la fachada de la cuesta de San Vicente, y se destinaría a salida de viajeros, mientras que el edificio de 1882 quedaba reservado para llegadas. Esta segunda fase es el edificio que se observa en la Cuesta de San Vicente flanqueado por dos torreones. Mientras tanto, en 1925 se había inaugurado un ramal de la línea 2 del metropolitano que unía las instalaciones de la compañía Norte con la estación de Isabel II (hoy día conocida como «Ópera»), lo que permitía salvar cómodamente el fuerte desnivel entre la estación y el centro de la ciudad.

### 1941-1990. La etapa de RENFE

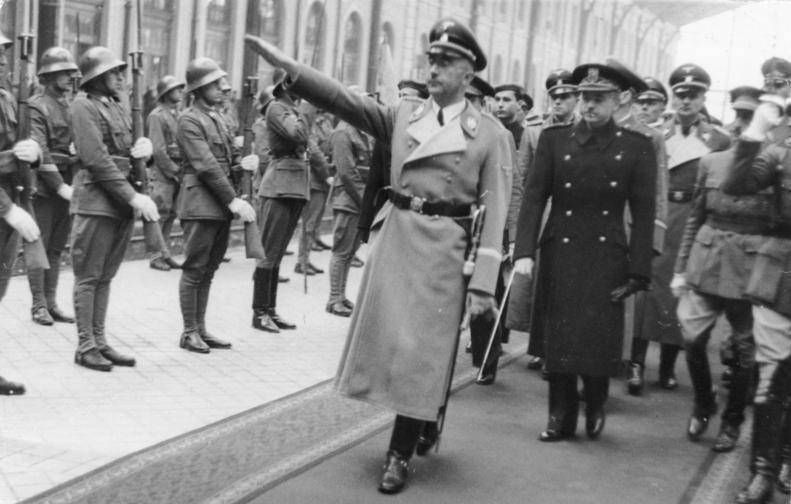
Heinrich Himmler en la estación del Norte, durante su visita a España.

Durante el transcurso de la Guerra Civil la estación quedó muy dañada. En un Madrid sitiado por el ejército franquista, las instalaciones se vieron afectadas tanto por los bombardeos de la aviación como por el fuego de la artillería, cuyas baterías se encontraban situadas en el Cerro Garabitas. Al final de la contienda el complejo ferroviario se había visto muy dañado por la artillería y los bombardeos, incluyendo el edificio principal de la estación, por lo que hubo de ser reconstruido. 
Ante la quiebra de la Compañía de los Caminos de Hierro del Norte —al igual que las demás compañías existentes— el Estado tuvo que rescatar la red ferroviaria, surgiendo un ente público y estatal, RENFE, que desde ese momento se encargaría de la gestión de la red férrea española. Durante estos años la estación se convertiría en la segunda terminal de la ciudad tras Atocha. No en balde era la cabecera de todos los trenes que iban de Madrid al Cantábrico, a Castilla, León y a Portugal. De hecho ha sido históricamente la cabecera de la línea Madrid-Irún. En octubre de 1940 la estación acogió la llegada del líder nazi Heinrich Himmler, que se encontraba de visita en España. Ante aquel evento, de marcado carácter propagandístico, la estación fue engalanada con tapices y con banderas españolas y de la Alemania nazi. La estación del Norte también sería testigo en julio de 1941 de la salida de los voluntarios de la División Azul hacia Rusia.

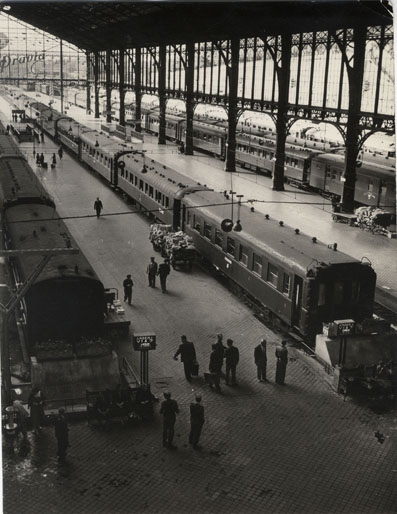
Imagen del interior de la estación y los andenes, en 1959.

Sin embargo el periodo de esplendor de esta estación tocaría a su fin con la entrada en servicio en la década de 1960 de los nuevos accesos ferroviarios de Madrid, los cuales habían sido previstos ya en época de la Segunda República. Con la apertura de la nueva línea de circunvalación de mercancías en 1964 —que permitía unir la línea de Irún con Atocha bordeando Madrid por el noreste—, y de la nueva estación de Chamartín en 1967 como cabecera de la línea directa Madrid-Burgos —que acortaba el camino hacia Irún con respecto a la línea que iba por Valladolid—, los servicios ferroviarios fueron traspasados paulatinamente desde Príncipe Pío a las nuevas instalaciones que se iban inaugurando. Con ello, la vieja estación quedaba desplazada del eje fundamental que ahora pasaban a formar Atocha y Chamartín con el túnel que las unía, y ya en 1976 todos los servicios habían sido trasladados salvo los trenes de Cercanías.

### Reconversión: Estación de Príncipe Pío
En 1979 las instalaciones recuperaron parte de su actividad al acoger los trenes (Talgos III y expresos) que se dirigían hacia Galicia. La estación del Norte mantuvo los tráficos ferroviarios con destino a Galicia durante algunos años. Además, debido al cierre de la estación Atocha desde 1988 hasta 1992, y al consecuente desvío a Chamartín de los trenes de Atocha, la estación del Norte absorbió también los tráficos de Asturias y Cantabria. En enero de 1993 salió de la estación el último expreso hacia la costa gallega, fecha en que la estación fue cerrada definitivamente, iniciándose los trabajos para reconvertirla en un intercambiador de transportes.
Las obras modificaron completamente las instalaciones abriendo un gran agujero en el centro de la estación bajo las marquesinas para acoger a las nuevas líneas de metro (6 y 10), modificando la playa de vías para adecuar las instalaciones al servicio de Cercanías, así como ampliando la capacidad de la circunvalación ferroviaria que en estos años fue reformada, soterrada e integrada plenamente en la ciudad bajo la actuación conocida como Pasillo Verde Ferroviario. Con esta actuación se permitía que el servicio de Cercanías procedente del corredor noroeste pasara por la estación y continuara hacia el sur camino de la estación de Atocha. Finalmente la nueva estación fue inaugurada en 1995, con su nueva denominación de «Príncipe Pío».